# Geode (mineralogie)

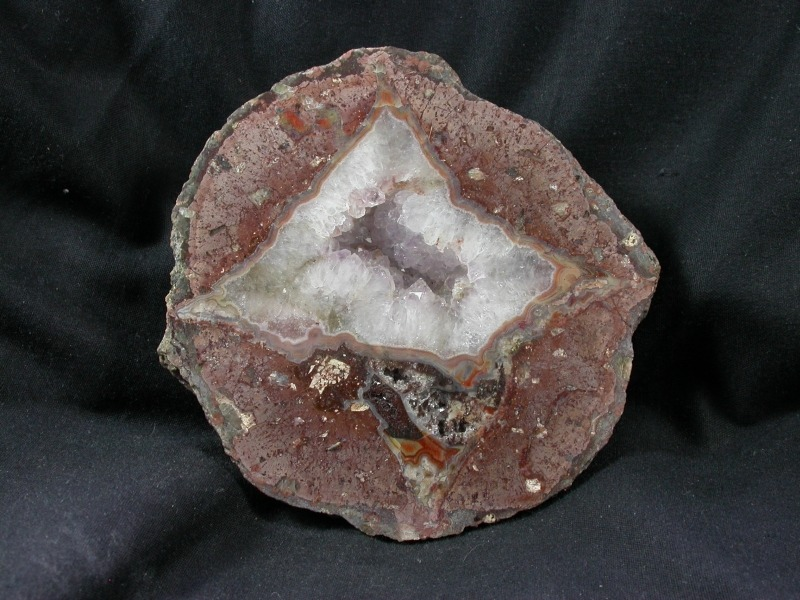
Agaatgeode uit Thüringen

Een geode of druse is een holle of gedeeltelijk holle, min of meer bolvormige knol die aan de binnenkant begroeid is met kristallen. Meestal zijn geoden tussen de 2,5 en 30 centimeter groot, maar dit kan sterk variëren. Ze worden gevonden in sedimentgesteenten en vulkanische gesteenten en zijn soms erg kostbaar.

## Ontstaan
Een geode bestaat uit een dunne maar hechte buitenlaag van silicaten, meestal gevuld met een laag kwartskristallen zoals amethist of rookkwarts, maar er kan zich ook calciet in bevinden. Er zijn ook exemplaren waarvan de holte water bevat.
Ze zouden zijn ontstaan als "bellen" in het vloeibare magma dat in een kraterpijp opsteeg tijdens een eruptie. Zoals zich in kokende melk bellen verzamelen onder het zich op de melk vormende vlies, zo blijven gasbellen in het magma steken. Deze met gas gevulde holten blijven na stolling van het magma bestaan en vullen zich met verzadigde minerale oplossingen. Een geode ontstaat als een laag silica in een gaskamer, meestal een fossiele holte in het gesteente. De mineralen in het water dat langs de verharde buitenste schaal loopt, vormen kristallen in de silicalaag. In de holten groeien dan langzaam kristallen. Agaat wordt op dezelfde wijze gevormd.
Weegt men geoden en vergelijkt men het gewicht ervan dan kan de lichtste in gewicht soms mooie kristallen bevatten. Geoden worden doorgezaagd of met een speciale tang doormidden gebroken om het binnenste zichtbaar te maken.